# Liste der Stolpersteine in Schwelm
In der Liste der Stolpersteine in Schwelm werden die vorhandenen Gedenksteine aufgeführt, die im Rahmen des Projektes Stolpersteine des Künstlers Gunter Demnig in Schwelm bisher verlegt worden sind. Weitere Stolpersteine sollen folgen.

## Verlegte Stolpersteine
| Adresse               | Person, Inschrift                                                                                      | Verlegedatum  | Bild | Anmerkung |
| --------------------- | --- | ------------- | ---- | --------- |
| Kölner Straße 3 · ()  | Hier wohnte Charlotte Herz Jg. 1908 Vor Deportation Flucht in den Tod 1939                             | 19. Dez. 2006 |      |           |
| Kölner Straße 3 · ()  | Hier wohnte Dr. Kurt Herz Jg. 1879 Flucht 1939 Amerika überlebt                                        | 19. Dez. 2006 |      |           |
| Kölner Straße 3 · ()  | Hier wohnte Ruth Herz Jg. 1912 Flucht 1938 Amerika überlebt                                            | 19. Dez. 2006 |      |           |
| Kölner Straße 3 · ()  | Hier wohnte Thekla Herz geb. Ruben Jg. 1882 Tot 25.10.1929                                             | 19. Dez. 2006 |      |           |
| Wilhelmstraße 25 · () | Hier wohnte Betty Wassertrüdinger geb. Wassermann Jg. 1873 deportiert 1942 Theresienstadt Tot 3.8.1943 | 27. Nov. 2010 |      |           |
| Wilhelmstraße 25 · () | Hier wohnte Josef Wassertrüdinger Jg. 1866 verhaftet 1938 KZ Oranienburg Tot an Haftfolgen 4.7.1939    | 27. Nov. 2010 |      |           |